# Ri Han-jae
Ri Han-jae (* 27. Juni 1982 in Kurashiki) ist ein in Japan geborener ehemaliger Fußballspieler koreanischer Abstammung.

## Karriere

### Vereinskarriere
Ri spielte von 2001 bis 2009 für den japanischen Klub Sanfrecce Hiroshima. 2003 und 2008 gelang ihm mit dem Klub der Aufstieg in die J. League Division 1. 2007 erreichte Hiroshima das Finale des Kaiserpokals, unterlag dort aber den Kashima Antlers mit 0:2. Zum Saisonauftakt 2008 konnte man sich im japanischen Supercup für die Niederlage durch einen 4:3-Erfolg im Elfmeterschießen revanchieren. Nach der Saison 2009 wurde sein Vertrag bei Hiroshima nicht mehr verlängert.
Anfang 2010 unterschrieb er einen Vertrag bei Consadole Sapporo. Dort kam er jedoch nur zweimal zum Einsatz. Nach einer Spielzeit verließ er den Klub wieder und schloss sich dem FC Gifu an, der ebenfalls in der J. League Division 2 spielte. Die Saison 2011 beendete er mit seiner Mannschaft auf dem letzten, die Saison 2012 ebenso wie die Saison 2013 auf dem vorletzten Platz. Anfang 2014 heuerte er bei Machida Zelvia in der J3 League an. Am Ende der Spielzeit 2015 stieg er mit seiner Mannschaft auf. Am 1. Februar 2021 beendete er seine Karriere als Fußballspieler.

### Nationalmannschaft
Ri trat international für die nordkoreanische Nationalmannschaft an. Zwischen 2004 und 2005 absolvierte er mindestens sieben Einsätze, vier davon während der Qualifikation zur Weltmeisterschaft 2006. In der Finalrunde der Ostasienmeisterschaft 2005 belegte er mit dem Team den dritten Rang.

## Erfolge
Sanfrecce Hiroshima
- J2 League

Meister: 2008  ▲
FC Machida Zelvia
- J3 League

Vizemeister: 2015  ▲